# Regina Bielska
Regina Bielska-Milner (ur. 5 listopada 1926 w Wilnie, zm. 13 listopada 2018 w Gdańsku) – polska piosenkarka.

## Życiorys

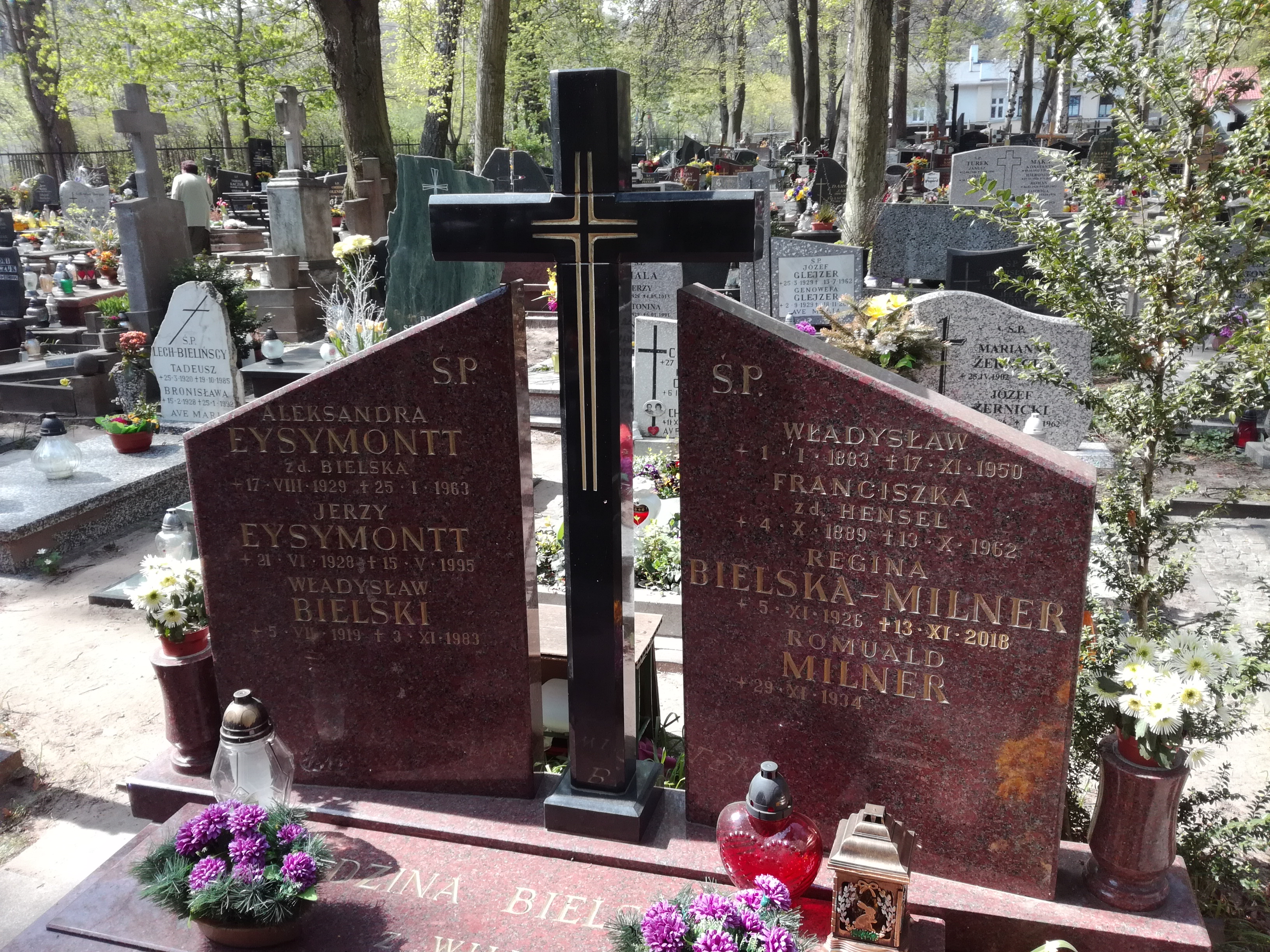
grób Reginy Bielskiej-Milner na cmentarzu Oliwskim

Zadebiutowała jako piosenkarka w Grand Hotelu w Sopocie, gdzie odkrył ją Jan Cajmer. Pobierała nauki śpiewu i muzyki. Współpracowała z chórem Czejanda, występowała w Polskim Radio. Była solistką zespołu Albatros, występowała na MS Batory. Często gościła w TV Łódź i Katowice. Nazywana polską Ymą Sumac. Odbyła trasę koncertową po Belgii, Francji i po Związku Radzieckim.
Wraz z mężem Romualdem Milnerem – muzykiem-pianistą – mieszkała w Gdańsku.
Znana jest z takich piosenek jak „Szeptem” (słowa Jacek Korczakowski, muzyka Jerzy Abratowski), „Żyje się raz”, „Liliowy wrzos” (który uzyskał najwięcej głosów w plebiscycie widzów TV Gdańsk na „Złotą piosenkę 1992–2000”), „Czarny Orfeusz”, „Samotny dom”.
Zmarła 13 listopada 2018. Została pochowana 17 listopada 2018 na cmentarzu Oliwskim w Gdańsku (kwatera 2-4-8).

## Dyskografia
Minialbumy solowe:
- 1958 – Regina Bielska
- 1960 – Egzotyczne rytmy
- 1961 – Regina Bielska
- 1963 – Regina Bielska
- 1966 – Regina Bielska

## Najpopularniejsze piosenki
- Sambalele (muz. trad, sł. Kazimierz Winkler) 1960[5]
- Pójdę na Stare Miasto (muz. Władysław Szpilman, sł. Edward Fiszer) 1953
- Żyje się tylko raz (muz. Romuald Milner, sł. Krystyna Chudowolska) 1966
- Liliowy wrzos (muz. Romuald Milner, sł. Krystyna Chudowolska) 1960
- Do widzenia (muz. Władysław Szpilman, sł. Jan Gałkowski) 1958
- Czarownica (muz. Witold Lutosławski (ps. Derwid), sł. Tadeusz Urgacz) 1958
- Czarodziejska samba (muz. Anatoliusz Horbowski, sł. Artur Tur, Agnieszka Feill) 1961
- Rozstanie z morzem (muz. Henryk Jabłoński, sł. Jacek Kasprowy) 1961